# Мусак

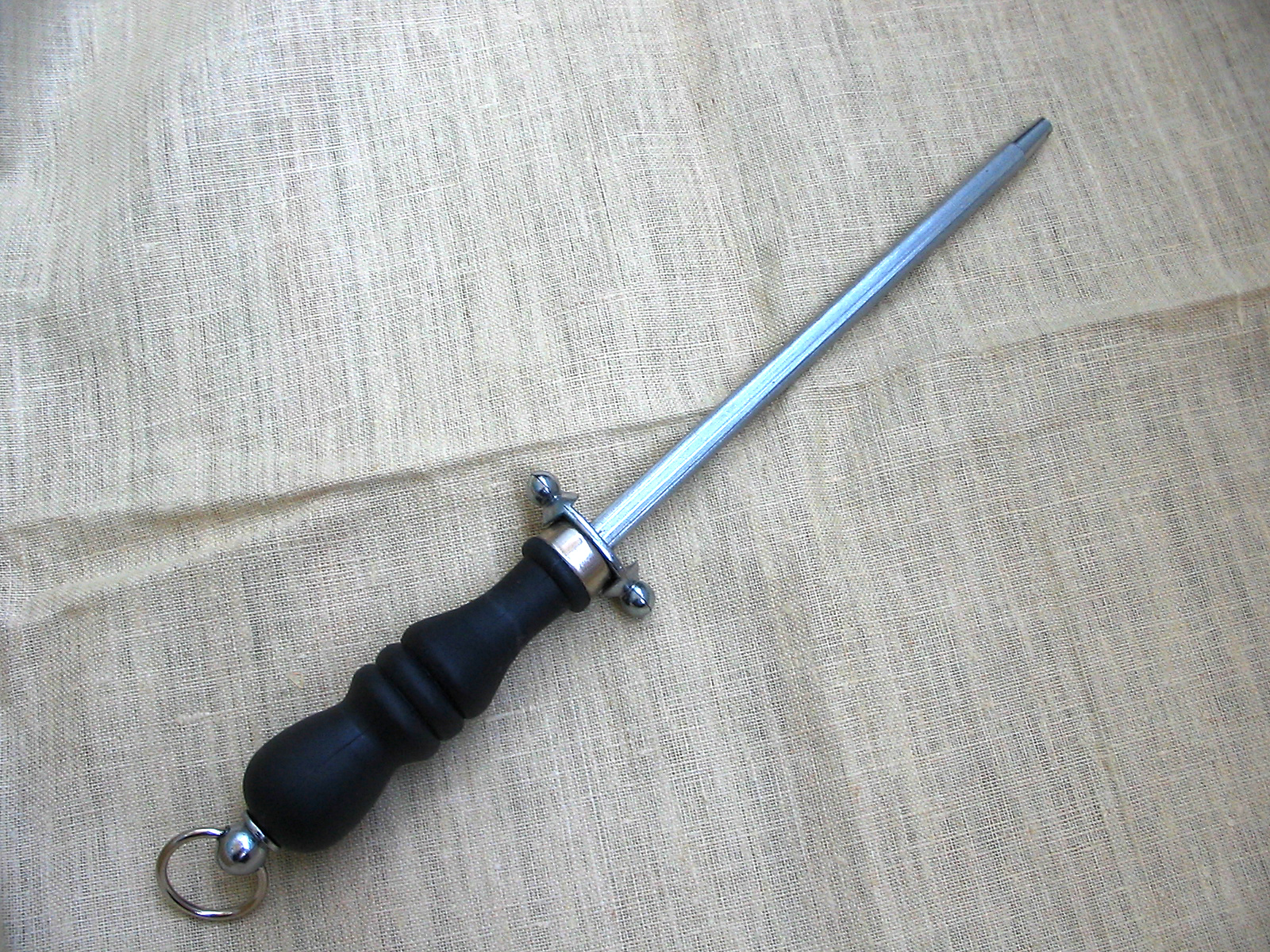
Мусак.

Муса́к, муса́т (від тур. masat через рум. măsat), або прави́ло — інструмент для зняття задирок з різальної крайки кухонних ножів; круглий стрижень з поздовжньою насічкою, вигототовлений із твердих вуглецевих сплавів, має ручку для зручності в користуванні.
Згідно з «Словарем Грінченка», словом «мусак» називали металевий стрижень, яким косарі вирівнювали лезо коси після її загострення. Мусак разом з наждачним бруском (замість якого колись слугувала мантачка) носили в спеціальному дерев'яному футлярі, який називався «кушка».